# 俄勒冈州县级行政区列表
以下是美国俄勒冈州36个县的列表。《俄勒冈州宪法》并没有明确规定县城；説明行政机关第六条只是简单地规定：
|  | 所有县市的行政人员都应留在自己的地方，履行自己的职责，并且这有可能由法律规定。 |

更多俄勒冈州县名和地名的信息都在俄勒冈州地理名称。俄勒冈州的缩写是OR，联邦资料处理标准代码（简称FIPS代码）是41。

## 
联邦资料处理标准代码（简称FIPS代码）是联邦政府用来区分各州和各县的唯一识别码，这样的代码每一个州都有。所有的FIPS代码将链接至该县最近的一次人口普查数据。
| 县           | FIPS代码 | [ 3 ]          | 成立年份 | 起源                                                     | 辞源 | 人口    | 面积          | 地图                         |
| ------------ | -------- | -------------- | -------- | -------------------------------------------------------- | --- | ------- | ------------- | ---------------------------- |
| 贝克县       | 001      | 贝克城         | 1862     | 沃斯科县, 犹尼昂县和马卢尔县                             | 爱德华·迪金森·贝克,一位在南北战争的李斯堡之役中战死的俄勒冈参议员                                                                              | 16,134  | 7946平方千米  | 標示出贝克县位置的地圖       |
| 本顿县       | 003      | 科瓦利斯       | 1847     | 波尔克县                                                 | 托马斯·哈特·本顿(1782 - 1858), 一位主张美国吞并整个俄勒冈的参议员                                                                              | 85,579  | 1751平方千米  | 標示出本顿县位置的地圖       |
| 克拉克默斯县 | 005      | 俄勒冈城       | 1843     | 俄勒冈州创始四区之一                                     | 同名当地印第安原住民 | 375,992 | 4838平方千米  | 標示出克拉克默斯县位置的地圖 |
| 克拉特索普县 | 007      | 阿斯托利亚     | 1844     | 俄勒冈州创始四区之一特威利提区的北部和西部               | 在欧洲人来到之前一直在这一带的太平洋沿岸生活的同名原住民                                                                                       | 37,039  | 2142平方千米  | 標示出克拉特索普县位置的地圖 |
| 哥伦比亚县   | 009      | 圣海伦斯       | 1854     | 华盛顿县的北半部                                         | 从该县北部边界流过的哥伦比亚河 | 49,351  | 1702平方千米  | 標示出哥伦比亚县位置的地圖   |
| 库斯县       | 011      | 科基尔         | 1853     | 安普瓜县和杰克逊县的西部                                 | 同名当地原住民 | 63,043  | 4144平方千米  | 標示出库斯县位置的地圖       |
| 克鲁克县     | 013      | 普赖恩维尔     | 1882     | 沃斯科县的南部                                           | 乔治·克鲁克(1828 - 1890),曾参加南北战争和北美印第安战争的美国陆军军官                                                                          | 20,978  | 7178平方千米  | 標示出克鲁克县位置的地圖     |
| 寇里县       | 015      | 戈尔德比奇     | 1855     | 库斯县                                                   | 乔治·劳·寇里(1820-1878), 俄勒冈地区原区长 | 22,364  | 4214平方千米  | 標示出寇里县位置的地圖       |
| 德舒特县     | 017      | 本德           | 1916     | 克鲁克县的南部                                           | "Riviere des Chutes", 法语的"瀑布之河"。 | 157,733 | 7817平方千米  | 標示出德舒特县位置的地圖     |
| 道格拉斯县   | 019      | 罗斯堡         | 1852     | 安普瓜县的海岸山脉部分                                   | 史蒂芬·安诺德·道格拉斯(1813 - 1861),一位支持俄勒冈州建州的美国参议员                                                                           | 107,667 | 13046平方千米 | 標示出道格拉斯县位置的地圖   |
| 吉列姆县     | 021      | 康登           | 1885     | 从沃斯科县分离东部分离出来的第三个县                     | 科尼利厄斯·吉列姆(1798 - 1848) | 1,871   | 3118平方千米  | 標示出吉列姆县位置的地圖     |
| 格兰特县     | 023      | 坎宁城         | 1864     | 原来的沃斯科县和尤马蒂拉县的一部分                       | 尤利塞斯·格兰特(1822 - 1885),一位在俄勒冈地区出生的美国陆军军官，在县成立时正在为南北战争的北军作战。                                          | 7,445   | 11730平方千米 | 標示出格兰特县位置的地圖     |
| 哈尼县       | 025      | 柏恩斯         | 1889     | 格兰特县南部                                             | 威廉·哈尼(1800 - 1889),一位参加了猪战的骑兵军官                                                                                                | 7,422   | 26250平方千米 | 標示出哈尼县位置的地圖       |
| 胡德里弗县   | 027      | 胡德里弗       | 1908     | 沃斯科县的西北部                                         | 穿过整个县的胡德河(哥伦比亚河的一条支流) | 22,346  | 1352平方千米  | 標示出胡德里弗县位置的地圖   |
| 杰克逊县     | 029      | 梅德福         | 1852     | 雷恩县的西南部分和道格拉斯县和安普瓜县南边的未定归属区域 | 安德鲁·杰克逊(1767–1845)，美国第七任总统 | 203,206 | 7213平方千米  | 標示出杰克逊县位置的地圖     |
| 杰斐逊县     | 031      | 马德拉斯       | 1914     | 克鲁克县                                                 | 该县西部的杰斐逊山,名字来源于美国第三任总统托马斯·杰斐逊(1743 - 1826), the 3rd president of the United States.                                 | 21,720  | 4613平方千米  | 標示出杰斐逊县位置的地圖     |
| 约瑟芬县     | 033      | 格兰茨帕斯     | 1856     | 杰克逊县的西半部                                         | 弗吉尼亚 "约瑟芬" 罗琳斯, 第一个家住此县的白人女性。                                                                                           | 82,713  | 4248平方千米  | 標示出约瑟芬县位置的地圖     |
| 克拉马斯县   | 035      | 克拉马斯福尔斯 | 1882     | 莱克县西部                                               | 在当地生活了超过10000年的同名部落。 | 66,380  | 15397平方千米 | 標示出克拉马斯县位置的地圖   |
| 莱克县       | 037      | 拉克夫由       | 1874     | 杰克逊县和沃斯科县                                       | 该县有众多湖泊和温泉。 | 7,895   | 21072平方千米 | 標示出莱克县位置的地圖       |
| 雷恩县       | 039      | 尤金           | 1851     | 林县南部和本顿县安普瓜县东边的部分                       | 约瑟夫·雷恩(1801–1881),俄勒冈地区第一任区长 | 351,715 | 11795平方千米 | 標示出雷恩县位置的地圖       |
| 林肯县       | 041      | 纽波特         | 1893     | 本顿县和波尔克县的西部                                   | 亚伯拉罕·林肯(1809 - 1865),美国第十六任总统 | 46,034  | 2538平方千米  | 標示出林肯县位置的地圖       |
| 林县         | 043      | 奥尔巴尼       | 1847     | 查普格县(后来的马里昂县)的南部                           | 美国密苏里州参议员勒维斯·菲尔德斯·林(1795 - 1843)，免费土地法起草人之一，向去西部的开拓者们赠送土地。                                          | 116,672 | 5934平方千米  | 標示出林县位置的地圖         |
| 马卢尔县     | 045      | 韦尔           | 1887     | 贝克县南部                                               | 马卢尔河(正式名称 "Riviere au Malheur"，法语里的"不幸河"，由在该河边的营地里被盗走了财产和动物皮毛的法国猎人所命名。                           | 31,313  | 25610平方千米 | 標示出马卢尔县位置的地圖     |
| 马里昂县     | 047      | 塞勒姆         | 1843     | 俄勒冈州创始四区之一                                     | 弗朗西斯·马里昂(1732–1795),美国独立战争将军 | 315,335 | 3069平方千米  | 標示出马里昂县位置的地圖     |
| 莫罗县       | 049      | 赫普纳         | 1885     | 尤马蒂拉县西部和沃斯科县东部一小部分                     | 杰克逊·莫罗, 一位主张建立该县的众议员。 | 11,173  | 5265平方千米  | 標示出莫罗县位置的地圖       |
| 姆尔特诺默县 | 051      | 波特兰         | 1854     | 华盛顿县东部和克拉克默斯县北部                           | 印第安村庄姆尔特诺默，在Sauvie岛上。这名字来源于nematlnomaq,也许其意思是下游。刘易斯和克拉克在1805年记下该名称，并用其命名所有当地的印第安人。 | 735,334 | 1127平方千米  | 標示出姆尔特诺默县位置的地圖 |
| 波尔克县     | 053      | 达拉斯         | 1845     | 扬希尔区                                                 | 在该县建立时任美国总统的詹姆斯·诺克斯·波尔克(1795–1849)。                                                                                      | 75,403  | 1919平方千米  | 標示出波尔克县位置的地圖     |
| 谢尔曼县     | 055      | 莫罗           | 1889     | 沃斯科县的东北角                                         | 威廉·特库姆塞·舍曼(1820 - 1891),南北战争将军, 同时也是商人,教育家,和作家                                                                       | 1,765   | 2132平方千米  | 標示出谢尔曼县位置的地圖     |
| 蒂拉穆克县   | 057      | 蒂拉穆克       | 1853     | 克拉特索普县，扬希尔县和波尔克县                         | 同名当地原住民 | 25,250  | 2854平方千米  | 標示出蒂拉穆克县位置的地圖   |
| 尤马蒂拉县   | 059      | 彭德尔顿       | 1862     | 沃斯科县的一部分                                         | 萨哈丁语,也许意思为 大笑之水。 | 75,889  | 8327平方千米  | 標示出尤马蒂拉县位置的地圖   |
| 犹尼昂县     | 061      | 拉格兰德       | 1864     | 贝克县                                                   | 在该县成立前两年成立的犹尼昂城，其名称来源于南北战争的北军。                                                                                   | 25,748  | 5276平方千米  | 標示出犹尼昂县位置的地圖     |
| 瓦洛瓦县     | 063      | 恩特普赖斯     | 1887     | 犹尼昂县东部                                             | 内兹柏斯语的词语wallowa。 | 7,008   | 8146平方千米  | 標示出瓦洛瓦县位置的地圖     |
| 沃斯科县     | 065      | 达尔斯         | 1854     | 克拉克默斯县，雷恩县，林县和马里昂县的一部分。           | 同名当地原住民 | 25,213  | 6167平方千米  | 標示出沃斯科县位置的地圖     |
| 华盛顿县     | 067      | 希尔斯伯勒     | 1843     | 俄勒冈地区创始四区之一(原特威利提区)                     | 乔治·华盛顿(1732 - 1799), 美国开国元勋之一和美国第一任总统                                                                                     | 529,710 | 1875平方千米  | 標示出华盛顿县位置的地圖     |
| 惠勒县       | 069      | 福尔斯         | 1899     | 格兰特县，吉列姆县和克鲁克县的一部分                     | 哈尼·惠勒,运送了从达尔斯到坎宁城的第一个邮件                                                                                                   | 1,441   | 4442平方千米  | 標示出惠勒县位置的地圖       |
| 扬希尔县     | 071      | 麦克明维尔     | 1843     | 俄勒冈地区创始四区之一                                   | 扬希尔人, 卡拉普亚人的一个分支，生活在扬希尔河沿岸的原住民                                                                                     | 99,193  | 1854平方千米  | 標示出扬希尔县位置的地圖     |